# Psoralea gueinzii
Psoralea gueinzii är en ärtväxtart som beskrevs av William Henry Harvey. Psoralea gueinzii ingår i släktet Psoralea och familjen ärtväxter. Inga underarter finns listade i Catalogue of Life.